# País em desenvolvimento
| 0,800 – 1,000 (muito alto) 0,700 – 0,799 (alto) 0,555 – 0,699 (médio) | 0,350 – 0,554 (baixo) Sem dados |

Classificação dos países de acordo com o FMI e ONU em 2022.
Países desenvolvidos
Países em desenvolvimento
Países menos desenvolvidos
Sem dados

Mapa-múndi representando as quatro categorias do Índice de Desenvolvimento Humano, baseado no relatório publicado em 15 de dezembro de 2020, com dados referentes a 2019.

País em desenvolvimento ou país emergente são termos geralmente usados para descrever um país que possui um padrão de vida entre baixo e médio, uma base industrial em desenvolvimento e um Índice de Desenvolvimento Humano (IDH) variando entre médio e elevado. A classificação de países é difícil, visto que não existe uma única definição internacionalmente reconhecida de país desenvolvido e os níveis de desenvolvimento, econômico e social, podem variar muito dentro do grupo dos países em desenvolvimento, sendo que alguns desses países possuem alto padrão de vida médio.
Algumas organizações internacionais, como o Banco Mundial, usam classificações estritamente numéricas. O Banco Mundial considera todos os países com renda baixa e média como "em desenvolvimento". Os países com economias mais avançadas do que outras nações em desenvolvimento, mas que ainda não demonstraram sinais plenos de desenvolvimento, são agrupados sob a designação de países recentemente industrializados.

## Definição
Kofi Annan, ex-Secretário-Geral das Nações Unidas, definiu um país desenvolvido como "Um país desenvolvido é aquele que permite que todos os cidadãos desfrutem de uma vida livre e saudável em um ambiente seguro.". Mas, de acordo com a Divisão Estatística das Nações Unidas:
Não há nenhuma convenção estabelecida para a designação de países ou áreas "desenvolvidas" e/ou "em desenvolvimento" no sistema das Nações Unidas.
E observa que:
As designações "desenvolvido" e "em desenvolvimento" são destinadas à conveniência estatística e não necessariamente expressam um juízo sobre o estágio alcançado por um determinado país ou região no processo de desenvolvimento.
A ONU também diz:
Na prática comum, Japão na Ásia, Canadá e Estados Unidos na América do Norte, Austrália e Nova Zelândia na Oceania e a maioria dos países europeus são considerados áreas "desenvolvidas". Nas estatísticas do comércio internacional, o União Aduaneira da África Austral também é tratada como uma região desenvolvida e Israel como um país desenvolvido, os países emergentes da antiga Iugoslávia são tratados como países em desenvolvimento e os países da Europa Oriental e da Comunidade de Estados Independentes (código 172) na Europa não estão incluídos nem no grupo das regiões desenvolvidas e nem das em desenvolvimento.
Segundo a classificação do Fundo Monetário Internacional de antes de abril de 2004, todos os países da Europa Oriental (incluindo países da Europa Central que ainda pertencem ao grupo da Europa Oriental nas instituições das Nações Unidas), bem como os países da antiga União Soviética (URSS), da Ásia Central (Cazaquistão, Uzbequistão, Quirguistão, Tadjiquistão e Turquemenistão) e a Mongólia, não foram incluídos em qualquer definição de "desenvolvidos" ou "em desenvolvimento", mas foram referidos como "países em transição", porém são agora amplamente considerados (nos relatórios internacionais) como "países em desenvolvimento". No século XXI, os originais quatro "tigres asiáticos" (que são Hong Kong, Taiwan, Singapura e Coreia do Sul) são consideradas áreas ou regiões "desenvolvidas", juntamente com Chipre, Chéquia, Israel, Malta, Eslováquia e Eslovênia.

## Medida e conceito de desenvolvimento
Não existe um consenso, ao longo do tempo e entre as várias escolas de pensamento econômico, sobre a definição de desenvolvimento de um país. Mas é comum o estabelecimento do grau de desenvolvimento de um país através da comparação de estatísticas como o PIB per capita que é equivocado, expectativa de vida, grau de alfabetização e etc. A ONU desenvolveu o IDH, um índice composto de vários parâmetros, que estabelece um indicador de desenvolvimento humano para os países onde os dados são disponíveis. Os países em desenvolvimento possuem valores baixos para esses indicadores em relação aos valores obtidos pelos países considerados desenvolvidos.
Os termos utilizados em discussões acerca do desenvolvimento dos países são muitos. A ONU adota o termo Least Developed Country (LDC), ou País menos desenvolvido. Em contra partida, o grupo de países desenvolvidos também é chamado de "países mais desenvolvidos economicamente", Primeiro Mundo ou países industrializados.
Existem alguns países que se encontram no limite dessas duas definições, notadamente o grupo conhecido como BRICS (Brasil, Rússia, Índia, China e África do Sul). Esses países são industrializados e têm um grande peso econômico no cenário global, porém falham na distribuição equitativa de renda, fazendo com que haja pobreza e problemas estruturais. Em contrapartida, há países menos industrializados e de baixa projeção econômica mundial, mas que conseguem manter um certo nível de bem estar social. Esses países se encontram principalmente no Leste Europeu e no Cone Sul.[carece de fontes?]

## Classificação
Com a classificação como países emergentes dos países antes considerados no Segundo Mundo podemos considerar duas tipologias.

### Países emergentes economicamente
São países com uma economia muito forte ou forte, muitas vezes comparável com a economia de países desenvolvidos, como é o caso do Brasil que é um país em desenvolvimento e que tem a sexta economia do globo, com um parque industrial complexo, e que tanto exporta maquinaria de ponta, quanto matéria-prima. Celso Furtado defendeu que o Brasil é um caso em que a industrialização se deu em condições de subdesenvolvimento. A exportação de café e algodão de vulto motivou modernização de transportes, melhora das instalações mecânicas, além de indústrias complementares que se desenvolveram no país: confecções, materiais de construção, embalagens e outras que, na verdade, não concorriam com as exportações.

### Países emergentes socialmente
São países com uma sociedade comparável com a dos países desenvolvidos, por vezes até melhor, que não têm ainda um impacto econômico forte como os países emergentes economicamente, mas que têm uma educação, saúde, saneamento, etc. desenvolvidas.
Equiparados aos países desenvolvidos, estão mais perto deste que os países emergentes economicamente, que ainda têm sérios problemas sociais.

### Lista do FMI
A seguir, são considerados os países emergentes e economias em desenvolvimento de acordo com o Fundo Monetário Internacional, outubro de 2017.
- Afeganistão
- África do Sul
- Albânia
- Angola
- Antigua e Barbuda
- Arábia Saudita
- Argélia
- Argentina
- Armênia
- Aruba[21]
- Azerbaijão
- Bahamas
- Bahrain
- Bangladesh
- Belize
- Benim
- Bielorrússia
- Bolívia
- Botswana
- Bósnia e Herzegovina
- Brasil
- Brunei
- Burkina Faso
- Butão
- Burundi
- Camboja
- Camarões
- Cabo Verde
- República Centro-Africana
- Chade
- Chile
- China
- Colômbia
- Comores
- Costa Rica
- Costa do Marfim
- Croácia
- Djibouti
- Dominica
- Emirados Árabes Unidos
- Equador
- Egito
- El Salvador
- Eritreia
- Etiópia
- Essuatíni
- Estados Federados da Micronésia[21]
- Fiji
- Filipinas
- Gabão
- Geórgia
- Gana
- Granada
- Guatemala
- Guiana
- Guiné
- Guiné-Bissau
- Guiné Equatorial
- Haiti
- Honduras
- Hungria
- Iêmen
- Ilhas Marshall[21]
- Ilhas Salomão
- Indonésia
- Índia
- Irã
- Iraque
- Jamaica
- Jordânia
- Cazaquistão
- Kiribati
- Kuwait
- Laos
- Lesoto
- Líbano
- Libéria
- Líbia
- Macedónia
- Madagáscar
- Malawi
- Malásia
- Maldivas
- Mali
- Marrocos
- Mauritânia
- Maurícia
- México
- Moldávia
- Mongólia
- Montenegro
- Myanmar
- Moçambique
- Namíbia
- Nauru
- Nepal
- Nicarágua
- Níger
- Nigéria
- Omã
- Paquistão
- Palau[21]
- Panamá
- Papua-Nova Guiné
- Paraguai
- Peru
- Polônia
- Qatar
- Quénia
- Quirguistão
- República do Congo
- República Democrática do Congo
- República Dominicana
- Romênia
- Rússia
- Ruanda
- Samoa
- Santa Lúcia
- São Cristóvão e Nevis
- São Tomé e Príncipe
- São Vicente e Granadinas
- Senegal
- Serra Leoa
- Sérvia
- Seychelles
- Síria
- Somália
- Sri Lanka
- Sudão
- Sudão do Sul
- Suriname
- Tailândia
- Tajiquistão
- Tanzânia
- Timor-Leste
- Gâmbia
- Togo
- Tonga
- Trinidad e Tobago
- Tunísia
- Turquia
- Turcomenistão
- Tuvalu
- Uganda
- Ucrânia
- Uruguai
- Usbequistão
- Vanuatu
- Venezuela
- Vietnã
- Zâmbia
- Zimbabwe

### Países em desenvolvimento que não estão listados pelo FMI
- Cuba
- Coreia do Norte

### Países que graduaram para economias desenvolvidas
A seguir, incluindo os quatro Tigres Asiáticos e os novos países europeus da Zona do Euro, foram considerados países em desenvolvimento até os anos 90, e agora estão listados como economias avançadas (países desenvolvidos) pelo FMI, totalizando treze países. O tempo entre parênteses é o tempo a ser listado como economias avançadas.
- Hong Kong (desde 1997)[22]
- Israel (desde 1997)[22]
- Singapura (desde 1997)[22]
- Coreia do Sul (desde 1997)[22]
- Taiwan (desde 1997)[22]
- Chipre (desde 2001)[23]
- Eslovênia (desde 2007)[24]
- Malta (desde 2008)[25]
- Chéquia (desde 2009,[26] desde 2006 pelo World Bank)[27]
- Eslováquia (desde 2009)[26]
- Estónia (desde 2011)[28]
- Letônia (desde 2014)[29]
- Lituânia (desde 2015)[30]

Duas economias carecem de dados antes de serem listadas como economias avançadas. Devido à falta de dados, é difícil avaliar se são economias avançadas ou economias em desenvolvimento antes de serem listadas como economias avançadas.
- San Marino (desde 2012)[31]
- Macau (desde 2016)[32]